# Quartiere Borgo Panigale-Reno
Borgo Panigale-Reno (Båurg Panighèl e Raggn in dialetto bolognese) è un quartiere del comune di Bologna, creato nel 2016 dall'unione dei due quartieri Borgo Panigale e Reno.

## Geografia fisica
Il quartiere si estende nella periferia occidentale di Bologna, confinante a est coi quartieri Navile e Porto-Saragozza. È caratterizzato dal corso del fiume Reno, che divide la zona di Borgo Panigale dal resto della città, e dal torrente Lavino che segna il confine con Anzola dell'Emilia.

### Giardini e parchi pubblici
Tra i principali giardini pubblici del quartiere ci sono il Giardino del Ghisello, il Parco Lungoreno, il Parco Città Campagna, il Giardino Nicholas Green, il Parco dei Pini e il Giardino Giovanni XXIII.

Giardino del Ghisello
Situato in zona Filanda, è posto sulla riva destra del Canale di Reno, dove storicamente erano installati i filatoi per la seta che dal canale traevano l'energia idraulica necessaria.
Giardino Nicholas Green
Esteso su 14 ettari di terreno compresi tra la Certosa e l'asse attrezzato, mantiene ancora alcune caratteristiche della campagna agricola pre-novecentesca, oltre alle tracce superstiti del Forte Villa Contri, uno dei capisaldi dell'ottocentesco campo trincerato di Bologna. Il giardino è stato intitolato al bambino tragicamente ucciso nel 1994. Comprende una delle aree ortive comunali.
Giardino di Piazza Giovanni XXIII
Originariamente pensato negli anni '50 come la piazza del nuovo insediamento urbano della Barca, si è mantenuta nel tempo come area verde prospiciente il grande edificio conosciuto come il "treno". In un lato è posta una scultura di Papa Giovanni XXIII a cui è dedicato il giardino.
Parco Città Campagna
Vasta area suburbana al confine coi comuni limitrofi di Bologna, è stato progettato nei primi anni '10 come spazio verde di fruizione dello spazio rurale periurbano.
Parco Lungoreno
Parco fluviale che va da Casteldebole alla località Birra, seguendo il percorso del Reno.

## Società

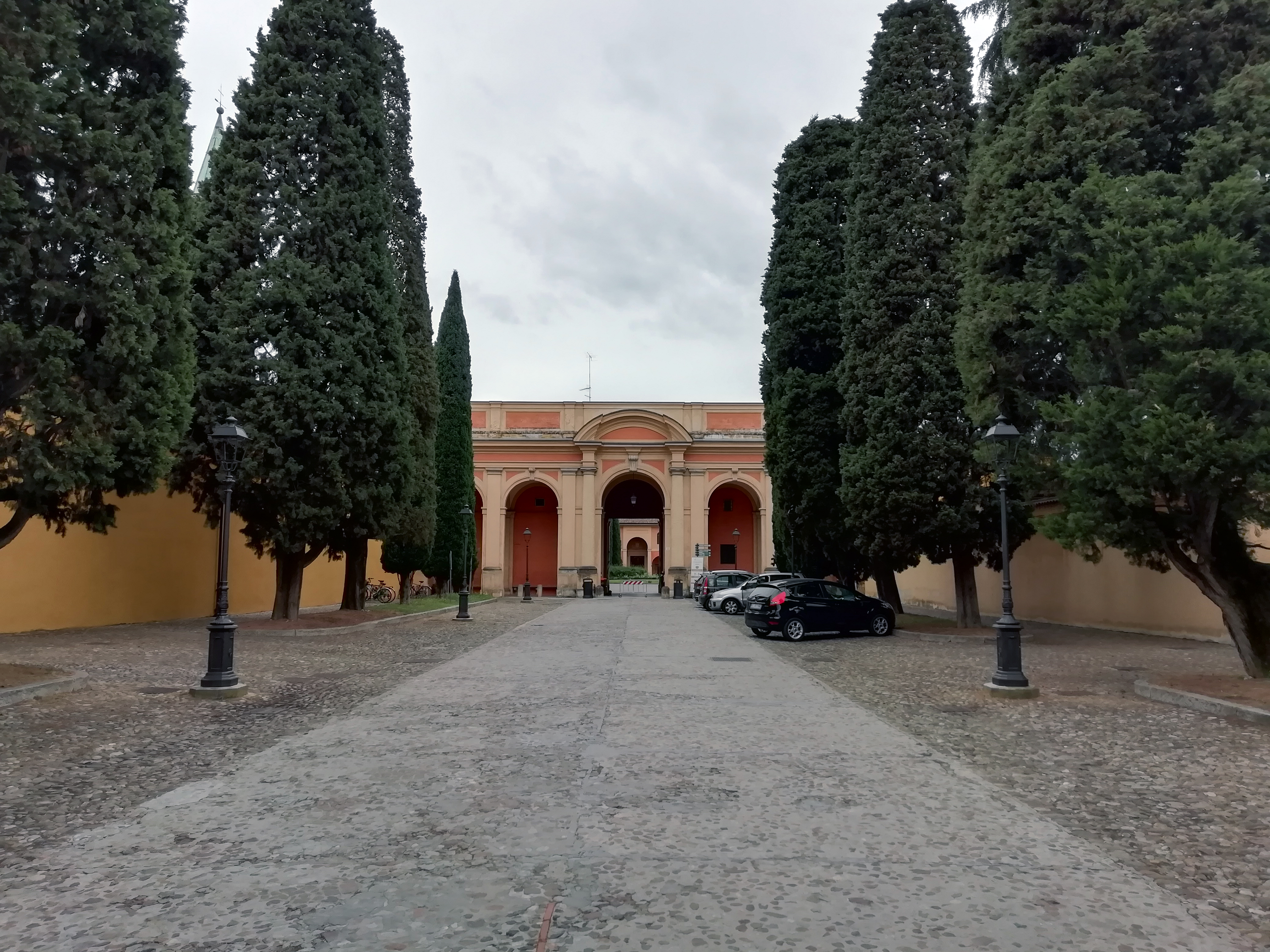
Il cimitero della Certosa.

### Evoluzione demografica
abitanti censiti

### Enti e istituzioni
Nel quartiere sono situati i due cimiteri cittadini: quello di Borgo Panigale e il Cimitero monumentale della Certosa, al confine verso zona Saragozza.

## Cultura

### Biblioteche
Sono presenti due biblioteche di quartiere, la Biblioteca Borgo Panigale e la Biblioteca Orlando Pezzoli, situata presso la sede del quartiere.

### Istruzione
Al confine con Casalecchio di Reno sono situati gli istituti di istruzione superiore Belluzzi - Fioravanti e la sede distaccata del Leonardo da Vinci.

### Musei
In zona Santa Viola hanno sede gli spazi espositivi del MAST. Manifattura di Arti, Sperimentazione e Tecnologia e dell'Opificio Golinelli. Presso la sede dell'azienda di Borgo Panigale è presente il Museo Ducati.

### Teatri
Nel quartiere sono presenti due teatri: Teatri di Vita in zona Triumvirato-Pietra e La Casa delle Culture e dei Teatri in zona Lavino di Mezzo.

## Geografia antropica
Il quartiere è diviso nelle tre zone statistiche Borgo Panigale, Barca e Santa Viola, corrispondenti ai quartieri in vigore tra il 1962 e il 1985. A loro volta sono ripartiti in più aree statistiche:
| Aree statistiche Borgo Panigale-Reno | Aree statistiche Borgo Panigale-Reno | Aree statistiche Borgo Panigale-Reno | Aree statistiche Borgo Panigale-Reno |
| Borgo Panigale                       | Borgo Panigale                       | Barca                                | Barca                                |
| ------------------------------------ | ------------------------------------ | ------------------------------------ | ------------------------------------ |
| 1                                    | Lavino di Mezzo                      | 36                                   | Villaggio della Barca                |
| 2                                    | Via del Vivaio                       | 37                                   | Battindarno                          |
| 3                                    | Bargellino                           | 38                                   | Canale di Reno                       |
| 4                                    | Aeroporto                            | Santa Viola                          | Santa Viola                          |
| 5                                    | La Birra                             | 39                                   | Agucchi                              |
| 6                                    | Lungo Reno                           | 40                                   | Emilia Ponente                       |
| 7                                    | Ducati - Villaggio INA               |                                      |                                      |
| 8                                    | Borgo Centro                         |                                      |                                      |
| 9                                    | Triumvirato - Pietra                 |                                      |                                      |
| 10                                   | Rigosa                               |                                      |                                      |
| 11                                   | Casteldebole                         |                                      |                                      |

### Area Borgo Panigale
Borgo Panigale fino al 1937 era un comune autonomo, che il governo fascista decise di accorpare al capoluogo. Nella suddivisione amministrativa vigente tra il 1964 ed il 1985 è stato il quartiere con la maggiore estensione territoriale. Nella suddivisione amministrativa in vigore dal 1985, è diventato il secondo maggior quartiere per estensione territoriale dopo il neocostituito quartiere Santo Stefano.
Lo sviluppo urbano di Borgo Panigale si è creato nelle zone gravitanti sulla Via Emilia, da alcune frazioni e da zone ben caratterizzate: Lavino di Mezzo, Medola, Rigosa, Morazzo, Casteldebole, Birra Bologna, Ospedaletto, Bargellino, Pioppe, Villaggio INA. In passato la zona era caratterizzata da una economia quasi esclusivamente agricola, mentre oggigiorno vi sono varie industrie, tra cui la casa motociclistica Ducati, l'azienda del settore dolciario Fabbri e imprese artigiane, un grande centro commerciale ("Centro Borgo"); vi è poi situato l'aeroporto Guglielmo Marconi e Teatri di Vita, centro internazionale di teatro.
Il parco Lungo Reno si snoda lungo l'intero territorio della zona.
Attraverso Borgo Panigale si trovano la via Emilia (con i nomi di via Emilia Ponente e via Marco Emilio Lepido), la via Persicetana, l'asse attrezzato Sud-Ovest, l'autostrada A14, la tangenziale di Bologna e le ferrovie Porrettana, Milano-Bologna e Bologna-Verona.

### Area Reno
L'area Reno è sviluppata sulla riva destra del fiume da cui prende il nome. Si era costituito nel 1986 dall'unione dei due ex quartieri, ora zone statistiche, Barca e Santa Viola.
Alla fine del XIX secolo vi erano numerose residenze estive delle "famiglie bene" di Bologna, come villa Mattei, Villa Bertocchi, Villa Facchini e anche grazie a queste l'assetto agricolo della zona era mantenuto grazie ai contadini che coltivano i terreni circostanti. Vi erano anche attività artigianali e non legate al fiume come quella degli spaccasassi (maccabrecci) vagliatori: i sassi erano estratti dal fiume e trasportati dai birocciai verso il centro della città per la costruzione delle strade.
Nel territorio di Santa Viola vi furono i primi nuclei dell'industrializzazione bolognese (G.D. Calzoni-Sabiem-Panigal) nonché le prime forme di cooperativismo, nate nella prima metà del XX secolo.
Intorno alle fabbriche sorsero poi insediamenti abitativi consistenti.
Dalla fine degli anni '60 crebbe molto lo sviluppo abitativo e conseguentemente l'industria edilizia nella zona Barca. Di pari passo sorsero numerose altre infrastrutture, scuole, parchi, chiese, centri sociali e sportivi.

## Infrastrutture e trasporti

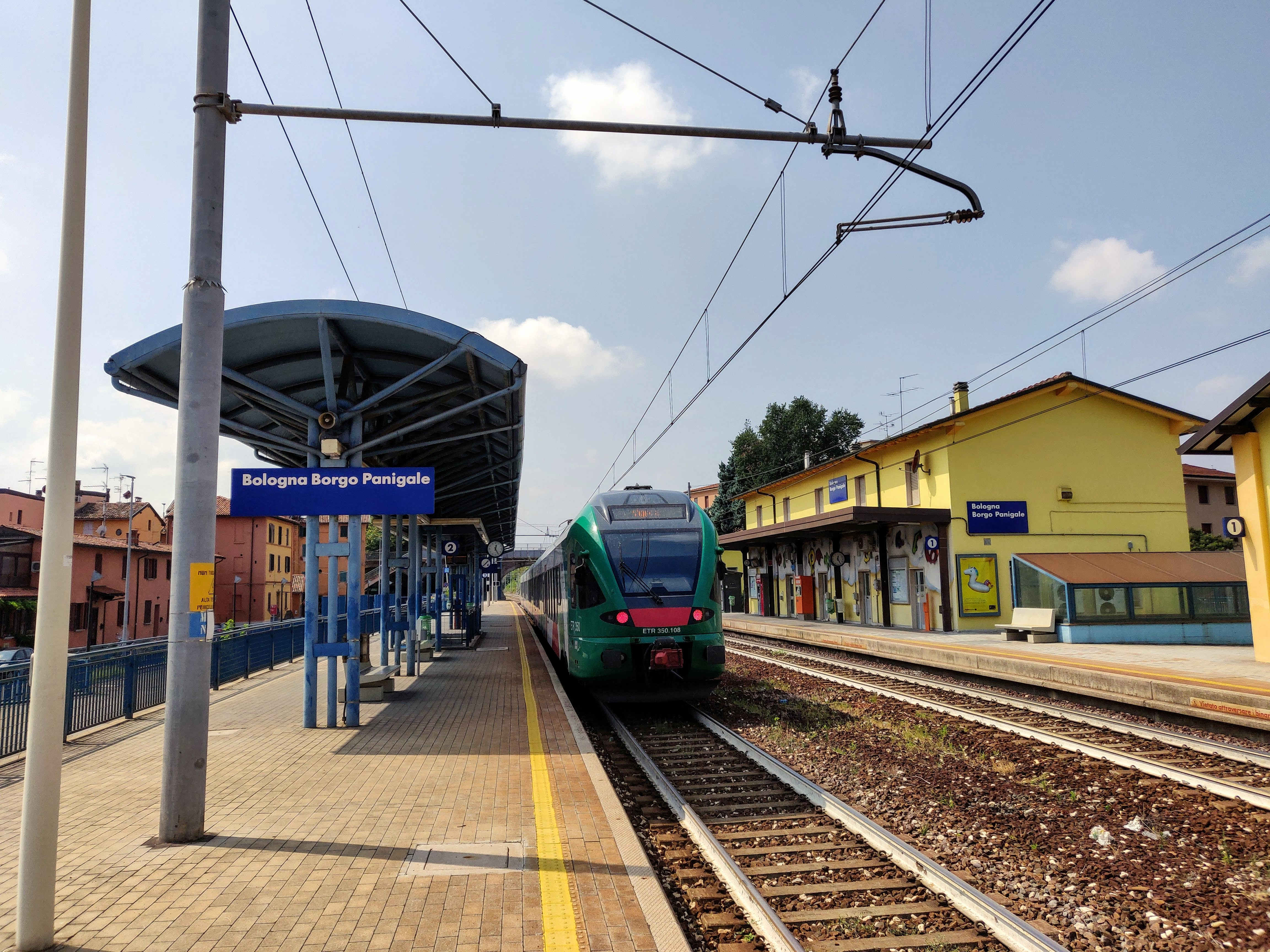
la stazione di Bologna Borgo Panigale

Nel quartiere ha sede l'aeroporto di Bologna-Borgo Panigale.
Per il quartiere transitano numerose linee di autobus: le linee portanti urbane 14, 19 e 23, nonché diverse linee suburbane ed extraurbane che collegano Bologna con i centri della Città Metropolitana posti ad ovest della via Emilia e lungo l'asse della Persicetana.
Dal punto di vista ferroviario, il quartiere è servito dalla stazione di Bologna Borgo Panigale e dalla stazione di Casteldebole, sulla ferrovia Porrettana. Entrambe le stazioni sono servite dalle linee S1A (Bologna Centrale-Porretta Terme) e S2A (Bologna Centrale-Vignola) del servizio ferroviario metropolitano di Bologna.
Il quartiere è inoltre interessato dal transito del Marconi Express, la monorotaia di collegamento tra l'Aeroporto di Bologna-Borgo Panigale e la stazione di Bologna Centrale, con fermata intermedia a Lazzaretto.
È in corso la progettazione definitiva della linea 1 della nuova rete tramviaria di Bologna, la cui entrata in funzione è prevista per il 2026. Secondo il progetto, la linea 1 collegherà Borgo Panigale al Pilastro passando per il centro storico, per la stazione di Bologna Centrale e per la Fiera di Bologna, attraversando il territorio del quartiere Navile.

## Sport
Nel quartiere, in zona Casteldebole, è presente il Centro tecnico Niccolò Galli sede degli allenamenti del Bologna Football Club 1909.
Le principali società sportive sono la polisportiva Atletico Borgo e la polisportiva Antal Pallavicini, con sede nella zona di Borgo Panigale. 
In zona Santa Viola ha sede la squadra di football americano dei Doves Bologna, e a Casteldebole la squadra di baseball e softball del Longbridge 2000.

## Amministrazione
| Presidenti di Quartiere | Presidenti di Quartiere | Presidenti di Quartiere | Presidenti di Quartiere |
| ----------------------- | ----------------------- | ----------------------- | ----------------------- |
| Periodo                 | Presidente              | Lista                   | Note                    |
| 2016 - 2021             | Vincenzo Naldi          | centrosinistra          | [ 28 ]                  |
| 2021 - in carica        | Elena Gaggioli          | centrosinistra          | [ 29 ]                  |